# Шаренград
Шаренград (хорв. Šarengrad) — населений пункт у Хорватії, в Вуковарсько-Сремській жупанії у складі міста Ілок.

## Населення
Населення за даними перепису 2011 року становило 528 осіб.
Динаміка чисельності населення поселення:

## Клімат
Середня річна температура становить 11,12 °C, середня максимальна – 25,13 °C, а середня мінімальна – -5,18 °C. Середня річна кількість опадів – 643 мм.
| Клімат поселення                              | Клімат поселення | Клімат поселення | Клімат поселення | Клімат поселення | Клімат поселення | Клімат поселення | Клімат поселення | Клімат поселення | Клімат поселення | Клімат поселення | Клімат поселення | Клімат поселення | Клімат поселення |
| Показник                                      | Січ.             | Лют.             | Бер.             | Квіт.            | Трав.            | Черв.            | Лип.             | Серп.            | Вер.             | Жовт.            | Лист.            | Груд.            |                  |
| Середній максимум, °C                         | 6,21             | 7,72             | 12,12            | 16,87            | 22,10            | 25,13            | 25,00            | 24,70            | 20,60            | 15,29            | 9,44             | 5,66             |                  |
| Середня температура, °C                       | 0,53             | 2,04             | 6,43             | 11,18            | 16,40            | 19,42            | 21,13            | 20,81            | 16,72            | 11,42            | 5,57             | 1,80             |                  |
| Середній мінімум, °C                          | −5,18            | −3,66            | 0,72             | 5,48             | 10,71            | 13,73            | 17,26            | 16,93            | 12,85            | 7,53             | 1,70             | −2,09            |                  |
| Норма опадів, мм                              | 41               | 37               | 39               | 52               | 58               | 84               | 67               | 59               | 48               | 48               | 58               | 52               |                  |
| Середньомісячна швидкість вітру, м/с          | 2.20             | 2.47             | 2.90             | 2.77             | 2.50             | 2.20             | 2.20             | 2.00             | 2.00             | 2.20             | 2.29             | 2.27             |                  |
| Середньомісячна сонячна радіація, кДж/м²·день | 4422             | 7174             | 11292            | 15684            | 19490            | 21883            | 22428            | 20494            | 15246            | 9763             | 5056             | 3662             |                  |
| --------------------------------------------- | ---------------- | ---------------- | ---------------- | ---------------- | ---------------- | ---------------- | ---------------- | ---------------- | ---------------- | ---------------- | ---------------- | ---------------- | ---------------- |
| Джерело:                                      |                  |                  |                  |                  |                  |                  |                  |                  |                  |                  |                  |                  |                  |